# Le Theil-Nolent
Le Theil-Nolent é uma comuna francesa na região administrativa da Normandia, no departamento de Eure. Estende-se por uma área de 4,12 km². Em 2010 a comuna tinha 258 habitantes (densidade: 62,6 hab./km²).